# Gilberto Angelucci
Gilberto Angelucci Guion (Turén, Estado Portuguesa, Venezuela; 7 de agosto de 1967) es un exfutbolista y entrenador venezolano. Jugaba como portero y su último equipo fue el Unión Atlético Maracaibo de la Primera División de Venezuela. Hasta el 20 de marzo de 2012, fue el director técnico de Tucanes de Amazonas, club al que le dio su primer triunfo liguero el 7 de noviembre de 2011.
Actualmente se encuentra en el exilio, prófugo de la justicia, mientras es investigado por ser el presunto autor intelectual de un homicidio en su natal Turén.

## Biografía
Su familia eran inmigrantes italianos dedicados a la agricultura. Mientras transcurría su niñez en medio de las labores del campo iban creciendo en su alma lo que serían sus dos grandes pasiones: su amor por el Fútbol y la Aviación.
En 1982 su vida se enrumba definitivamente hacia el fútbol con la creación del equipo de su pueblo, "Atlético Turén", con el cual se involucra desde su creación hasta 1985 cuando es llamado a formar parte de uno de los equipos más gloriosos del país: "Portuguesa FC".
Debuta ese mismo año contra el U.A. Táchira (en una gran actuación de Gilberto) a pesar de la derrota de su equipo por 1-0.
Con el Portuguesa FC se mantuvo por toda la temporada (con intento de retiro incluido) y a la siguiente pasa a formar parte del U.A.Táchira donde la presencia de otro grande de la portería (Daniel Francovig) lo relegó a la banca de suplentes.
Sin embargo sus mejores momentos vendrían con el tiempo, al formar parte del Minerven FC. En 1989 ocupa el puesto de titular y sus brillantes actuaciones, no solo en el torneo, sino en Copa Libertadores (donde su escuadra llegó a cuartos de final) le dieron la posibilidad de jugar en un fútbol de mayor nivel. Es entonces cuando comienza su carrera con el San Lorenzo de Almagro debutando el 29 de noviembre de 1994 contra el Club Atlético Talleres con victoria de 2-1, donde se mantuvo por 4 temporadas, logrando el campeonato profesional en 1995, disputando 29 partidos (27 de titular) recibiendo 38 goles y 1 partido en la Copa Libertadores 1996.
En 1998 Gilberto regresó a Venezuela, esta vez con el Deportivo Italchacao y de allí pasó a formar parte del Deportivo Táchira, divisa con la cual obtuvo el título profesional en 1999.
En la Pre Libertadores 1999 disputó 2 partidos, recibiendo 6 goles, dejando su portería a cero en 1 partido y jugando 180 minutos, quedando de últimos sin poder clasificar a la Copa Libertadores 2000.
En la Pre Libertadores 2000 disputó 6 partidos, recibiendo 8 goles, dejando su portería a cero en 2 partidos, jugando 540 minutos, quedando de segundos clasificándose a la Copa Libertadores 2001.
En la Copa Libertadores 2001 disputó 6 partidos, recibiendo 12 goles en contra, dejando su portería a cero en 1 partido, jugando 540 minutos, quedando de últimos sin poder clasificar a los octavos de final.
El 28 de agosto de 2002 debutó en una Copa Sudamericana en la fase previa contra el Monagas Sport Club con derrota de 0-2, disputando los 90 minutos.
En la Copa Sudamericana 2002 disputó 2 partidos, recibiendo 5 goles en contra, jugando 180 minutos, siendo eliminados en la fase previa.
El 15 de mayo de 2005 marca su primer gol con el Unión Atlético Maracaibo y en su carrera en la jornada 18º del Torneo Clausura 2005 contra el Monagas Sport Club con victoria de 6-0, marcando el gol en el minuto 73' de penalti.
En la Copa Libertadores 2006 disputó 6 partidos, recibiendo 8 goles en contra, dejando su portería a cero en 3 partidos, jugando 540 minutos, quedando de terceros sin poder clasificar a los octavos de final.
En la Copa Libertadores 2007 disputó 3 partidos, recibiendo 8 goles en contra, jugando 270 minutos.

### Como entrenador
Su debut con el UA Maracaibo fue contra el Deportivo Anzoátegui con resultado de 1-1; su primera victoria fue contra Llaneros FC con resultado de 3-2; y su primera derrota fue contra el Zamora FC con resultado de 4-0.
Después de 10 partidos el 6 de octubre de 2007 lo separan de su cargo de Director Técnico y vuelve Jorge Pellicer.
El 7 de septiembre de 2008 vuelve a dirigir al UA Maracaibo tras la renuncia de Nelson Carrero. Su vuelta empieza con victoria 1-0 contra el Deportivo Táchira FC.
El 8 de diciembre de 2008 el ex guardameta y ahora entrenador, Gilberto Angelucci, declaró que no seguirá al frente del Unión Atlético Maracaibo en el Torneo Clausura, por lo que solo dirigirá los dos partidos que le restan al conjunto azulgrana, el correspondiente a la jornada 17º y última fecha del Apertura y el partido suspendido ante el Deportivo Anzoátegui. “Con qué moral puedo continuar con los resultados que hemos obtenido, independientemente que uno no haya conformado este plantel, al aceptar asumí la responsabilidad. Le agradezco a la gente que tuvo tanta paciencia, yo quiero esta institución y por eso tomé la determinación de que terminaré los partidos de la mejor manera y con la misma responsabilidad que vine dejaré el equipo para ver si viene alguien y le da una mejor dirección”, declaró el estratega, quien descartó que fuese a tomar parte de la directiva del conjunto bicolor. En total en el Torneo Apertura 2008 dirigió 12 partidos ganó 3 empató 2 y perdió 7 quedando en la posición 13 con 20 puntos.

### Como entrenador de arqueros
El 11 de agosto de 2014 se confirma como el nuevo preparador de arqueros de la selección nacional de Venezuela para el ciclo de Noel San Vicente.

### Acusación de asesinato y exilio
El 5 de septiembre del año 2016 es asesinado un conocido trabajador de empresas Polar de la zona Turen, tras las pertinentes pesquisas policiales, es capturado el autor material del hecho, quien señaló a una presunta “figura del deporte”  como a autor intelectual del crimen, Angelucci nunca ha hablado del tema públicamente, desde la fecha ha desaparecido de redes sociales y trabajos públicos en su país, se tiene poca información de su paradero y/o motivos de abandono de su patria.

## Detalles
- Su mejor récord en Primera División es de 679 minutos sin recibir un gol desde el (13-10-1991 al 15-12-1991) colocándose en el puesto 214 con más minutos sin recibir gol según la IFFHS actualmente está en el puesto 383.[3]

- Angelucci fue el cuarto portero venezolano en la Primera División de Venezuela con más minutos sin recibir un gol.

### Revista "Record" El Universal
El 7 de abril de 1999, la revista “Record” del diario El Universal, publicaba una jugosa nota en la que el arquero venezolano explicaba sus comienzos en el deporte:
"...Cuando era niño, lo que me gustaba era practicar béisbol. Pertenecía a un equipo, pero el entrenador era un cascarrabias. Un día me regañó y me fui del campo. Me dirigí a una cancha de fútbol que había aledaña a la de béisbol y cambié la pelota por el balón. No fue fácil. Empecé como centrocampista, pero era muy malo; me pusieron de defensa, y allí era aún peor. Al final, como no había ya dónde colocarme, me mandaron a la portería. Pero eso no era todo. Además debía vigilar a mi papá, quien no veía con buenos ojos que me dedicara al fútbol y entraba al campo para sacarme agarrado por la oreja. Afortunadamente, eso cambió enseguida y hoy es mi fanático número uno...."

## Selección nacional
- Debutó en la Selección de fútbol de Venezuela en un partido de la Copa América 1995 disputado contra México el 9 de julio de 1995 disputado en el estadio Domingo Burgueño Miguel de Maldonado con resultado de 1-3 a favor de México, disputando los 90 minutos.

- Debutó en una Eliminatoria Mundialista contra Uruguay el 24 de abril de 1996 disputado en el estadio Brígido Iriarte de Caracas con resultado de 0-2 a favor de Uruguay, disputando los 90 minutos.

- Le marcaron 72 goles con la Vinotinto 11 en Copa América 3 contra México, 3 Paraguay, 1 Colombia, 3 Perú y 1 Bolivia, 37 en Eliminatorias al Mundial 5 contra Uruguay, 3 Bolivia, 3 Chile, 2 Perú, 6 Paraguay, 11 Brasil, 4 Ecuador y 3 Argentina, 24 en Amistosos 6 contra Argentina, 2 México, 1 Costa Rica, 1 Camerún, 1 Irán, 2 Estados Unidos, 2 Honduras, 1 Perú, 1 Nigeria, 2 Haití, 1 Australia, 3 España y 1 Panamá.

### Angelucci en la Vinotinto
| Detalle                  | Juegos | Goles  |
| ------------------------ | ------ | ------ |
| Copa América             | 5      | 0 (11) |
| Eliminatorias al Mundial | 21     | 0 (37) |
| Amistosos                | 22     | 0 (23) |
| Total                    | 48     | 0 (71) |

- Entre paréntesis ( ) los goles recibidos.

Último Partido: Venezuela - Paraguay (8 Oct 2005)

### Participaciones en Copa América
| Copa América      | Sede    | Resultado    | PJ | Goles |
| ----------------- | ------- | ------------ | -- | ----- |
| Copa América 1995 | Uruguay | Primera fase | 2  | 0 (6) |
| Copa América 2004 | Perú    | Primera fase | 3  | 0 (5) |

- Entre paréntesis ( ) los goles recibidos.

- En la Copa América de 1995 participó en 2 partidos Venezuela 1-3 México y Venezuela 2-3 Paraguay disputando 180 minutos.

- En la Copa América del 2004 participó en los 3 partidos Venezuela 0-1 Colombia, Venezuela 1-3 Perú y Venezuela 1-1 Bolivia disputando 270 minutos.

### Participaciones en Eliminatorias al Mundial
| Eliminatorias    | Resultado  | PJ | Goles  |
| ---------------- | ---------- | -- | ------ |
| Eli.Mundial 1998 | 10.º Lugar | 1  | 0 (2)  |
| Eli.Mundial 2002 | 9.º Lugar  | 9  | 0 (20) |
| Eli.Mundial 2006 | 9.º Lugar  | 11 | 0 (15) |

## Clubes

### Como jugador
| Club                 | País      | Año         | PJ | Goles |
| -------------------- | --------- | ----------- | -- | ----- |
| Portuguesa FC        | Venezuela | 1985-1986   |    | 0     |
| UA Táchira FC        | Venezuela | 1986-1988   |    | 0     |
| Minervén FC          | Venezuela | 1988-1994   |    | 0     |
| San Lorenzo          | Argentina | 1994-1998   | 30 | 38    |
| Deportivo Italchacao | Venezuela | 1998 - 1999 |    | 0     |
| Deportivo Táchira    | Venezuela | 1999-2000   |    | 0     |
| Deportivo Táchira    | Venezuela | 2001-2003   |    | 0     |
| Mineros de Guayana   | Venezuela | 2003-2004   |    | 0     |
| UA Maracaibo         | Venezuela | 2004-2007   |    | 1     |

### Competiciones
| Competición        | PJ  | Goles   |
| ------------------ | --- | ------- |
| Liga Argentina     | 30  | 0 (38)  |
| Liga Venezolana    |     | 1       |
| Pre Libertadores   | 8   | 0 (14)  |
| Copa Libertadores  | 24  | 0       |
| Copa Sudamericana  | 2   | 0 (5)   |
| Selección Nacional | 48  | 0 (71)  |
| Total de Carrera   | 115 | 1 (128) |

### Como entrenador
| Club                | País      | Año       | Ganados | Empatados | Perdidos |
| ------------------- | --------- | --------- | ------- | --------- | -------- |
| UA Maracaibo        | Venezuela | 2007      | 5       | 4         | 1        |
| UA Maracaibo        | Venezuela | 2008      | 3       | 2         | 7        |
| Tucanes de Amazonas | Venezuela | 2011-2012 |         |           |          |

### Competiciones
| Competición             | G | E | P |
| ----------------------- | - | - | - |
| Liga Venezolana 2007-08 | 3 | 4 | 1 |
| Copa Venezuela 2007     | 2 | 0 | 0 |
| Liga Venezolana 2008-09 | 3 | 2 | 7 |
| Total de Carrera        | 8 | 6 | 8 |

## Palmarés

### Campeonatos nacionales
| Título          | Club                 | País      | Año       |
| --------------- | -------------------- | --------- | --------- |
| Torneo Clausura | San Lorenzo          | Argentina | 1994-1995 |
| Torneo Clausura | Deportivo Italchacao | Venezuela | 1999      |
| Liga Venezolana | Deportivo Italchacao | Venezuela | 1998-1999 |
| Torneo Apertura | Deportivo Táchira    | Venezuela | 1999      |
| Torneo Clausura | Deportivo Táchira    | Venezuela | 2000      |
| Liga Venezolana | Deportivo Táchira    | Venezuela | 1999-2000 |
| Torneo Apertura | UA Maracaibo         | Venezuela | 2004      |
| Torneo Clausura | UA Maracaibo         | Venezuela | 2005      |
| Liga Venezolana | UA Maracaibo         | Venezuela | 2004-2005 |
| Torneo Apertura | UA Maracaibo         | Venezuela | 2005      |
| Torneo Clausura | UA Maracaibo         | Venezuela | 2007      |

- Sub-Campeón: Liga venezolana UA Táchira FC 1986-1987.
- Sub-Campeón: Liga venezolana UA Táchira FC 1987-1988.
- Sub-Campeón: Liga venezolana Minervén FC 1991-1992.
- Sub-Campeón: Liga venezolana Minervén FC 1992-1993.
- Sub-Campeón: Liga venezolana UA Maracaibo 2005-2006.
- Sub-Campeón: Liga venezolana UA Maracaibo 2006-2007.

### Distinciones individuales
| Distinción            | Año  |
| --------------------- | ---- |
| Buen deportista YMCA. | 1996 |